# Munidopsis alvisca
Munidopsis alvisca är en kräftdjursart som beskrevs av A. B. Williams 1988. Munidopsis alvisca ingår i släktet Munidopsis och familjen trollhumrar. Inga underarter finns listade i Catalogue of Life.